# The Lone Gunmen
The Lone Gunmen is een Amerikaanse komische sciencefictiontelevisieserie ontwikkeld door Chris Carter en uitgezonden in 2001. Vanwege tegenvallende kijkcijfers werd er maar één seizoen van dertien afleveringen gemaakt. Het was een spin-off van de bekendere sciencefictionserie The X-Files waarin 'The Lone Gunmen', het trio bestaande uit John Fitzgerald Byers, Melvin Frohike en Richard Langly, vast terugkerende bijrollen waren.

## Plots
Waar The X-Files meestal ging over bovennatuurlijke zaken en het grote overheidscomplot om het bestaan van buitenaards leven te ontkennen, gaan de plots in The Lone Gunmen meer over door de overheid gesponsord terrorisme, toenemende surveillance, bedrijfsspionage en overspelige echtgenoten. De toon van de serie was lichter en humoristisch dan die van The X-Files en de andere X-Files-spin-off genaamd Millennium, er werd meer gebruikgemaakt van fysieke humor en slapstick.

### Verwijzingen naar John F. Kennedy
De serie bevat meerdere verwijzingen naar de moord op president Kennedy. De titel 'The Lone Gunmen' is een verwijzing naar de 'lone gunman theory', de conclusie die de commissie-Warren trok dat Lee Harvey Oswald in zijn eentje verantwoordelijk was voor de moordaanslag. Het personage John Fitzgerald Byers is in de serie geboren op 22 november 1963, de dag dat John F. Kennedy werd vermoord; hij werd door zijn ouders naar de gedode president vernoemd. De naam Yves Adele Harlow is een anagram van Lee Harvey Oswald, de moordenaar van Kennedy.

### Parallel met 11 september
Het plot van de eerste aflevering ("Pilot", uitgezonden op 4 maart 2001) gaat over een overheidscomplot om een vliegtuig te kapen, het in het World Trade Center te vliegen en terroristen te schuld te geven om vervolgens steun te verkrijgen voor een oorlog. Dit plot vertoont opmerkelijke overeenkomsten met de aanslagen op 11 september 2001 die een half jaar later daadwerkelijk plaatsvonden.

## Personages

### The Lone Gunmen
The Lone Gunmen is een nerderig trio hackers/journalisten dat in The X-Files oorspronkelijk vooral hoofdpersoon Fox Mulder bijstond in diverse lastige situaties. Ze verdienen hun geld met het uitgeven van een tijdschrift over complottheorieën. In deze spin-off zijn ze de hoofdpersonen.
- John Fitzgerald Byers (Bruce Harwood) werkte eerst als publicrelationsmedewerker voor de Federal Communications Commission. Hij is vernoemd naar president John Fitzgerald Kennedy. Voormalig ambtenaar Byers is de meest "normale" van de drie, gaat netjes in pak gekleed en droomt van een gewoon rustig leven.
- Melvin Frohike (Tom Braidwood) is de oudste van het drietal. Hij is een radicaal, een hacker en een fotografiespecialist. Meestal gaat hij gekleed in een stoer zwart pak met vingerloze leren handschoenen. Als de actieheld van het drietal voert hij soms stunts uit. In The X-Files is hij verliefd op Dana Scully.
- Richard Langly (Dean Haglund) is de jongste en meest opvliegende van het drietal. Hij is fan van de Ramones, speelt graag Dungeons & Dragons en claimt een betere computerhacker te zijn dan Frohike.

### Andere vaste personages
- Jimmy Bond (Stephen Snedden) voegt zich in de tweede aflevering "Bond, Jimmy Bond" als officieus vierde lid bij The Lone Gunmen. Hij is rijk, dapper, atletisch en optimistisch, maar ook onhandig, naïef en niet zo intelligent. Hij is erg idealistisch en beschouwt The Lone Gunmen als helden, terwijl zij op hun beurt Jimmy een beetje irritant vinden. Bond is stiekem verliefd op Yves Adele Harlow.
- Yves Adele Harlow (Zuleikha Robinson) is een 'femme fatale' dievegge die vooral haar eigen belang nastreeft. Soms werkt ze samen met The Lone Gunmen, maar soms is ze juist hun rivaal.

## Productie
Net als de eerste seizoenen van The X-Files is The Lone Gunmen opgenomen in Brits-Columbia in Canada. De drie acteurs die de personages van The Lone Gunmen spelen, Bruce Harwood, Tom Braidwood en Dean Haglund zijn ook allen Canadees.

## Afleveringen
De personages van The Lone Gunmen verschenen voor het eerst op televisie in "E.B.E.", de zeventiende aflevering van het eerste seizoen van The X-Files. Ze waren vervolgens in elk seizoen minstens twee keer te zien en verschenen in totaal in 38 afleveringen. In de afleveringen "Unusual Suspects", de derde aflevering van het vijfde seizoen, en "Three of a Kind", de twintigste aflevering van het zesde seizoen, hebben ze voor het eerst de hoofdrol. De televisieserie The Lone Gunmen kende maar 13 afleveringen, maar de X-Files-aflevering "Jump the Shark", de vijftiende van het negende seizoen, rondde de verhaallijn rond The Lone Gunmen definitief af.
1. "Pilot"
2. "Bond, Jimmy Bond"
3. "Eine Kleine Frohike"
4. "Like Water for Octane"
5. "Three Men and a Smoking Diaper"
6. "Madam, I'm Adam"
7. "Planet of the Frohikes"
8. "Maximum Byers"
9. "Diagnosis: Jimmy"
10. "Tango de los Pistoleros"
11. "The Lying Game"
12. "The Cap'n Toby Show"[1]
13. "All About Yves"[2]